# ミシェル＝リー・アイ
ミシェル＝リー・アイ（Michelle-Lee Ahye、1992年4月10日 - ）は、短距離走を専門とするトリニダード・トバゴの陸上競技選手。2018年コモンウェルスゲームズの金メダリストである。
2011年世界陸上競技選手権大会では女子4×100mリレーのメンバーの1人として出走し、予選で42秒50のトリニダード・トバゴ新記録の樹立に寄与した。

## 経歴
首都・ポートオブスペインの生まれであるが、母のラクエル・アイ（Raquel Ahye）とともにカレネージに住んでいた。国立カレネージ女子小学校で走る才能が開花し、体育のアコウェ先生（Ms. Akowe）の指導を受けた。ミロ競技大会（Milo Games）で更なる成長を遂げ、同世代の中で最高の選手の1人になった。
2013年と2014年にトリニダード・トバゴ陸上競技選手権大会で100mの覇者となった。2013年にはトリニダード・トバゴ代表としてモスクワの世界選手権に出場した。2014年にはソポトの世界室内選手権に出場し、60m決勝で6位となり、トリニダード・トバゴ記録を更新する7秒10をマークした。同年の屋外大会では13大会中12大会で優勝し、自己ベストの10秒85をマークし、Track & Field Newsのランキングで世界3位に位置付けられた。例えば7月3日のアスレティッシマを10秒98で制し、7月12日のグラスゴーグランプリでは11秒01でシェリー＝アン・フレーザー＝プライスに勝利した。9月13日のIAAFコンチネンタルカップではアメリカ大陸代表として出場し、2位に入った。
2018年コモンウェルスゲームズでは、トリニダード・トバゴの女子選手として初めて金メダルを獲得した。2020東京オリンピックの100mでは、準決勝でシーズンベストの11秒00（10秒993）をマークし、記録による決勝進出の可能性があったが、0秒001差でダリル・ネイタが決勝に進み、アイは準決勝8位で競技を終えた。
アメリカ合衆国テキサス州ヒューストン在住で、エリック・フランシスのコーチングの下、ステラ・アスレティックスに所属している。アイはレズビアンであることを公表しており、長年連れ添った女性と結婚している。

## 主な国際大会成績
| 年     | 大会                   | 会場                           | 結果 | 種目  | 補足   |
| ------ | ---------------------- | ------------------------------ | ---- | ----- | ------ |
| 2018年 | コモンウェルスゲームズ | オーストラリアゴールドコースト | 1位  | 100 m | 11秒14 |